# 半田空の科学館
半田空の科学館（はんだ そらのかがくかん）は、愛知県半田市が設置する科学館である。地球や宇宙に関する展示を行い、プラネタリウムや天体観測所を備える。

## 概要
1985年（昭和60年）に開設された科学館で、半田市体育館と同じ施設内にあり、半田市立図書館、半田市立博物館が隣接する。
管理運営は指定管理者としてアクティオ株式会社が行っている。

### 利用案内
- 開館時間 - 9時 - 17時
- 休館日 - 月曜日、年末年始
- 入館料 - 展示見学は無料。プラネタリウムは子ども（3歳から中学生まで）100円、大人210円。

## 施設
1階と2階には展示室があり、地球や宇宙に関する展示を行っている。
プラネタリウムホールは、直径18mのドームに240席の観客席があるほか、ピアノを備えており、プラネタリウムの投影機を格納しドームの一部を開口することにより多目的ホールとしても使用できる。プラネタリウムはミノルタ製 MS-18 ATを使用。
屋上には天体観測所があり、5台の望遠鏡を備え、毎月「星見会」を開催している。

## 交通アクセス
鉄道
- 名鉄河和線 成岩駅下車、徒歩約20分。

バス
- 名鉄河和線 知多半田駅下車、「知多半田駅（雁宿ホール前）」バス停から半田市公共交通バス「ごんくる」半田中央線（南吉バス）乗車、「半田図書館・博物館」バス停下車。
- 名鉄河和線 成岩駅下車、「成岩駅西」バス停から「ごんくる」青山・成岩線（青成バス）または「知多半島総合医療センター線・南ルート」乗車、「半田図書館・博物館」バス停下車。
- 名鉄河和線 青山駅下車、「青山駅」バス停から半田市公共交通バス「ごんくる」青山・成岩線（青成バス）乗車、「半田図書館・博物館」バス停下車。

自動車
- 知多半島道路・南知多道路 半田ICから約5分。
- 知多半島道路・知多横断道路 半田中央ICから約10分。